# Rickmansworth állomás
A Rickmansworth a londoni metró és a Chiltern Railways egyik állomása a 7-es zónában, a Metropolitan line érinti.

## Története
Az állomást 1887. szeptember 1-jén a Metropolitan line részeként nyitották meg. 1899-től vasúti állomásként is működik, a London Marylebone és Aylesbury között közlekedő vonatok érintik.

## Forgalom
| Járat             | Útvonal | Gyakoriság    |
| ----------------- | --- | ------------- |
|                   | Aldgate – Liverpool Street – Moorgate – Barbican – Farringdon – King’s Cross St. Pancras – Euston Square – Great Portland Street – Baker Street – Finchley Road – Wembley Park – Preston Road – Northwick Park – Harrow-on-the-Hill – North Harrow – Pinner – Northwood Hills – Northwood – Moor Park – Rickmansworth – Chorleywood – Chalfont & Latimer – Amersham / Chesham | 15 percenként |
| Chiltern Railways | London Marylebone – Harrow-on-the-Hill – Rickmansworth – Chorleywood – Chalfont & Latimer – Amersham – Great Missenden – Wendover – Stoke Mandeville – Aylesbury – Aylesbury Vale Parkway | 30 percenként |

## Átszállási kapcsolatok
| Állomás       | Átszállási kapcsolatok                       |
| ------------- | -------------------------------------------- |
| Rickmansworth | Helyi buszok (Rickmansworth Railway Station) |

## Fordítás
- Ez a szócikk részben vagy egészben  a   Rickmansworth station című angol Wikipédia-szócikk fordításán alapul.  Az eredeti cikk szerkesztőit annak laptörténete sorolja fel. Ez a jelzés csupán a megfogalmazás eredetét és a szerzői jogokat jelzi, nem szolgál a cikkben szereplő információk forrásmegjelöléseként.